# M̐
字母M̐（小寫字母m̐），是衍生的拉丁字母，用於阿薩姆語、孟加拉語、北印度語、古吉拉特語、馬拉地語、尼泊爾語、奧里亞語和泰盧古語的羅馬化（以標音爲主）。 它由以仰月點修飾的字母M組成。

## 採用
“M̐”在ISO 15919和GENUNG或ALA-LC的幾種印度語音譯中使用。 它特別用在音譯“om̐”中，通常是轉錄的om或“aum”。 在ISO 15919和ALA-LC音譯中，“n̐”在硬齶音、喉音、齒音或捲舌音之前使用。 GENUNG音譯僅使用“m̐”。